# Tòa nhà chính của Học viện Âm nhạc Bydgoszcz
Tòa nhà chính của Học viện Âm nhạc Bydgoszcz là một tòa nhà lịch sử ở trung tâm thành phố Bydgoszcz, có từ đầu thế kỷ 20. Tòa nhà được đăng ký trong Danh sách Di sản Voivodeship của Kuyavian-Pomeranian.

## Vị trí
Tòa nhà nằm ở trung tâm thành phố Bydgoszcz, ở góc phố Słowackiego và đường 20 tháng 1 năm 1920. Trong khu vực lân cận có Pomeranian Philharmonic, Trường Âm nhạc và Công viên Jan Kochanowski ở Bydgoszcz.

## Lịch sử
Tại Phân vùng Phổ, Bydgoszcz là thủ phủ của khu vực hành chính của Đại công quốc Posen. Sau cuộc cải cách hành chính của Phổ năm 1872, người đứng đầu quận là một thống đốc- một công chức được chỉ định bởi Vua Phổ. Tòa nhà Học viện Âm nhạc hiện tại được thiết kế để làm trụ sở của chính quyền quận.
Hiện tại Học viện Âm nhạc Bydgoszcz bao gồm bốn chi nhánh:
- Khoa Sáng tác, Lý thuyết Âm nhạc và Kỹ thuật Âm thanh, với Lý thuyết Âm nhạc và Sáng tác của Khoa Kỹ thuật Âm thanh
- Khoa nhạc cụ
- Khoa Âm nhạc và Kịch
- Khoa Ứng xử, Nhạc Jazz và Giáo dục Âm nhạc

Giám đốc hiện tại là Jerzy Kaszuba. 

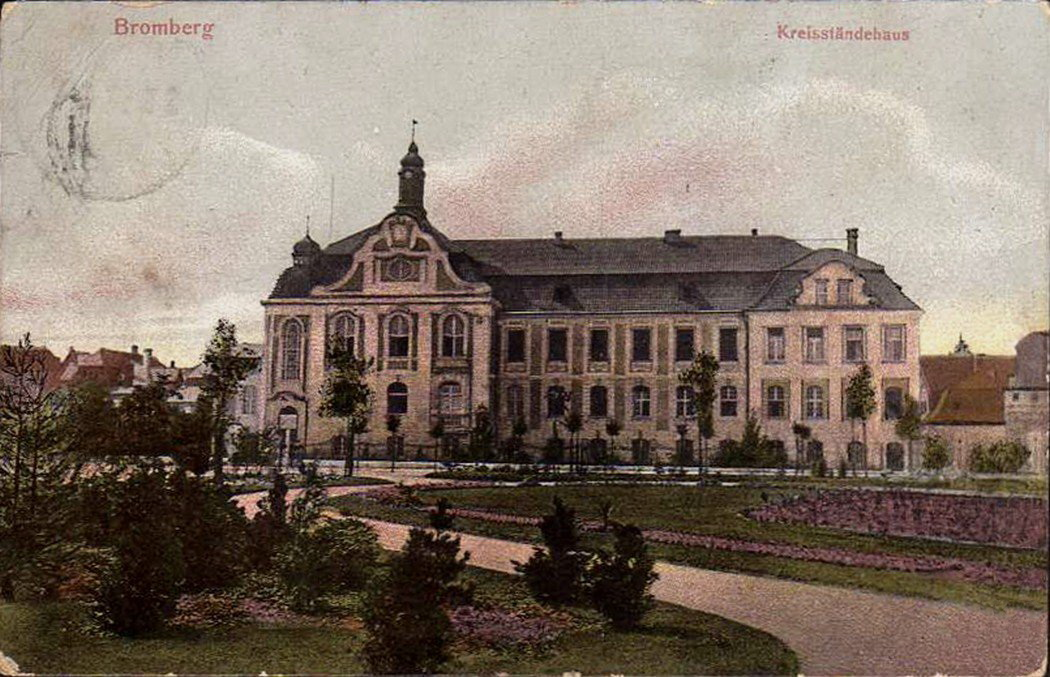
Tòa nhà năm 1906

## Kiến trúc
Tòa nhà được thiết kế theo kiến trúc chiết trung, với sự chiếm ưu thế của kiến trúc tân Baroque. Phong cách kiến trúc này cũng đã được sử dụng trong việc xây dựng các tòa nhà công cộng khác, cũng như cung điện và nhà ở.
Tòa nhà đã được đăng ký trong Danh sách Di sản Voivodeship của Kuyavian-Pomeranian, Số 601404 Đăng ký A / 782 / 1-3, vào ngày 8 tháng 5 năm 1992.

## Hình ảnh

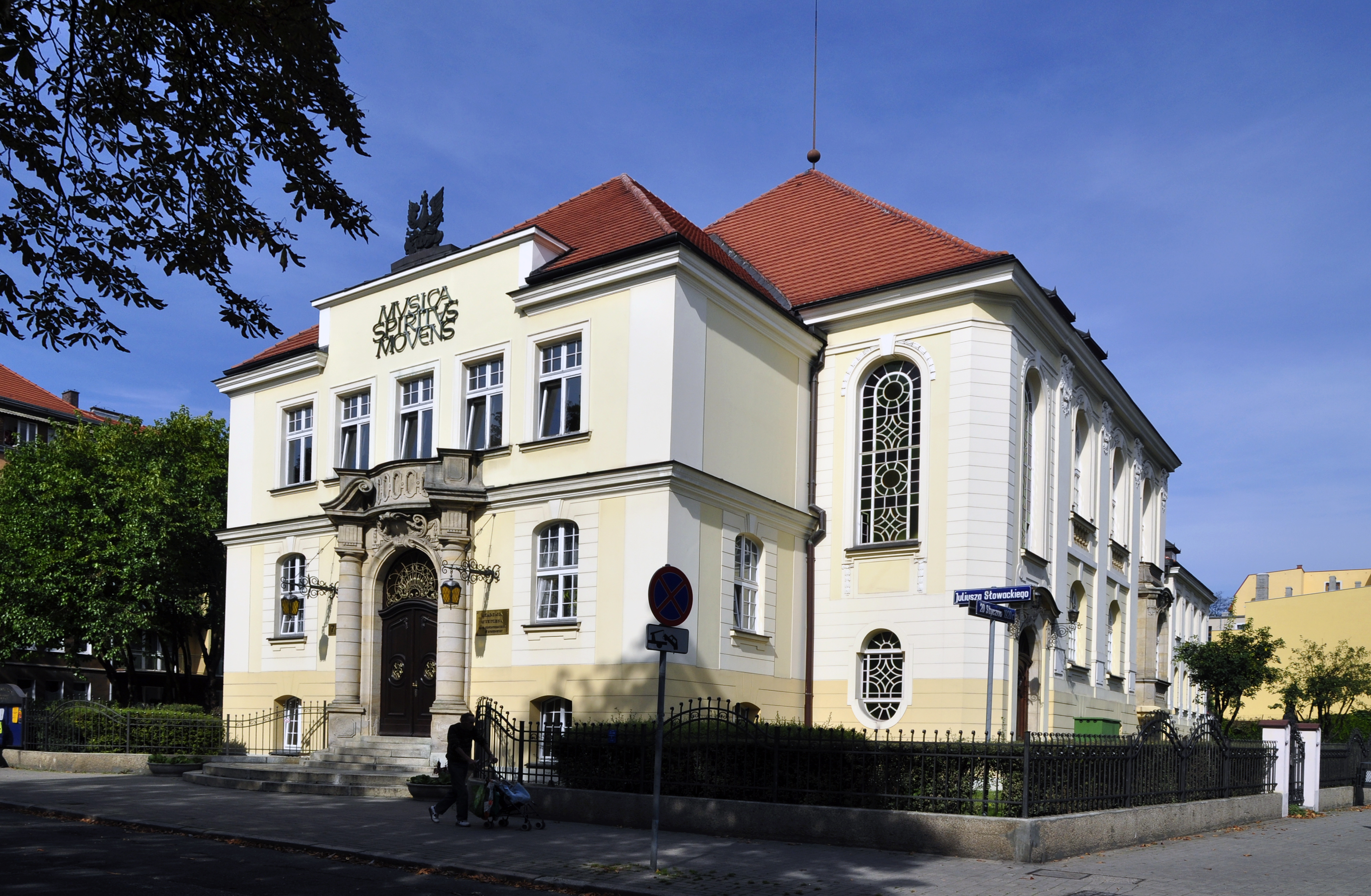
Lối vào chính với quân đoàn avant
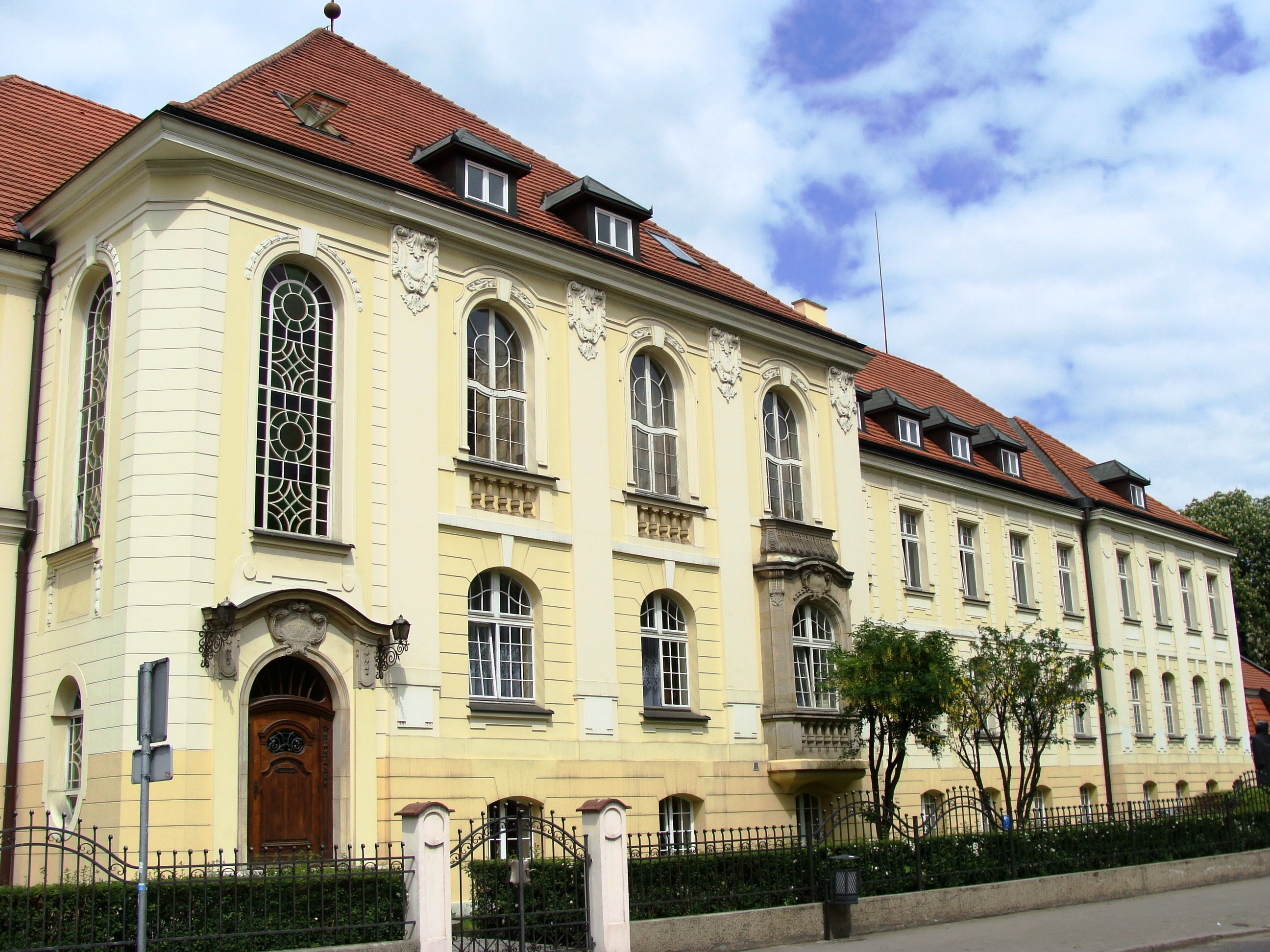
Mặt tiền phía đông
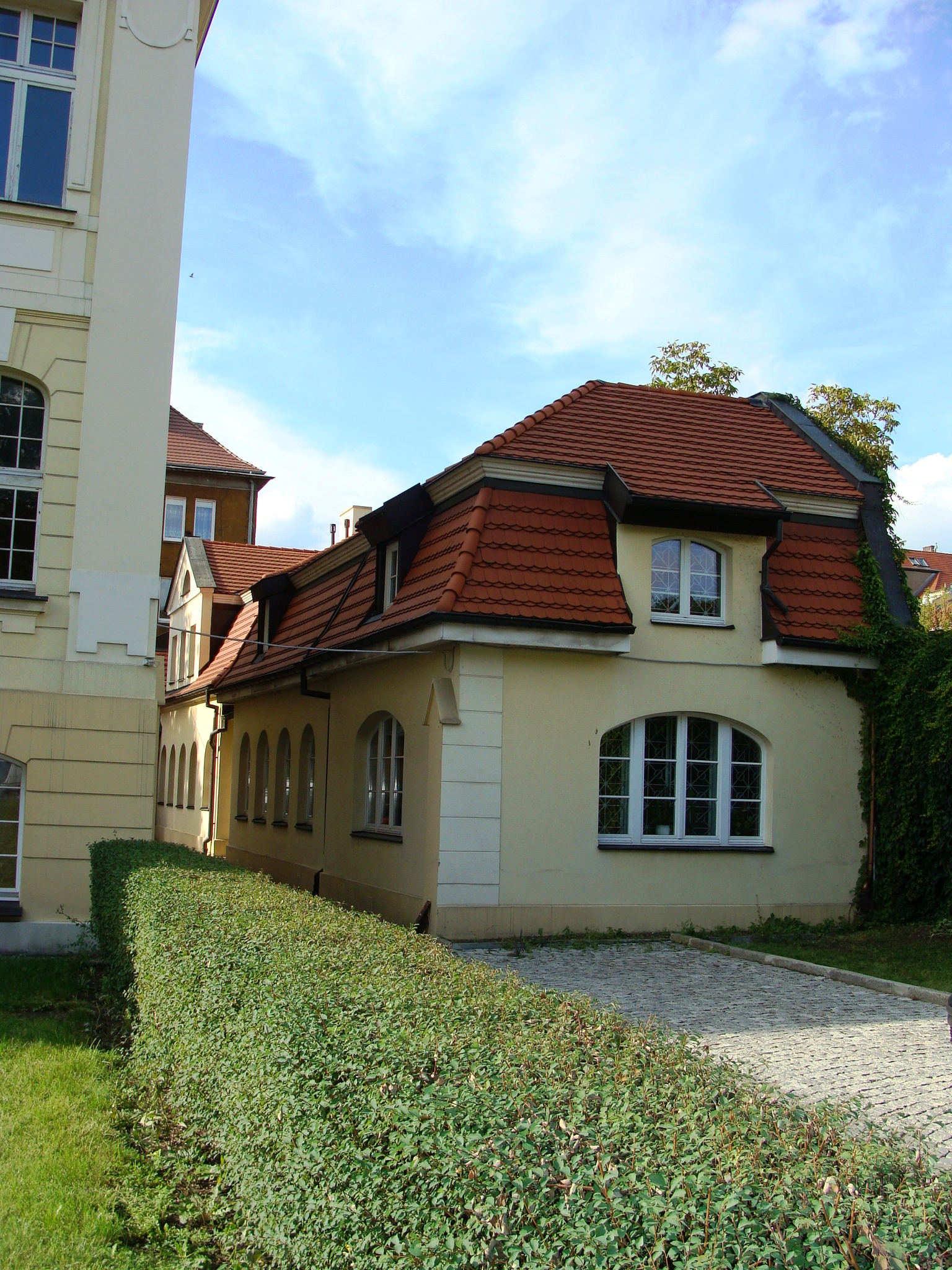
Tòa nhà phụ
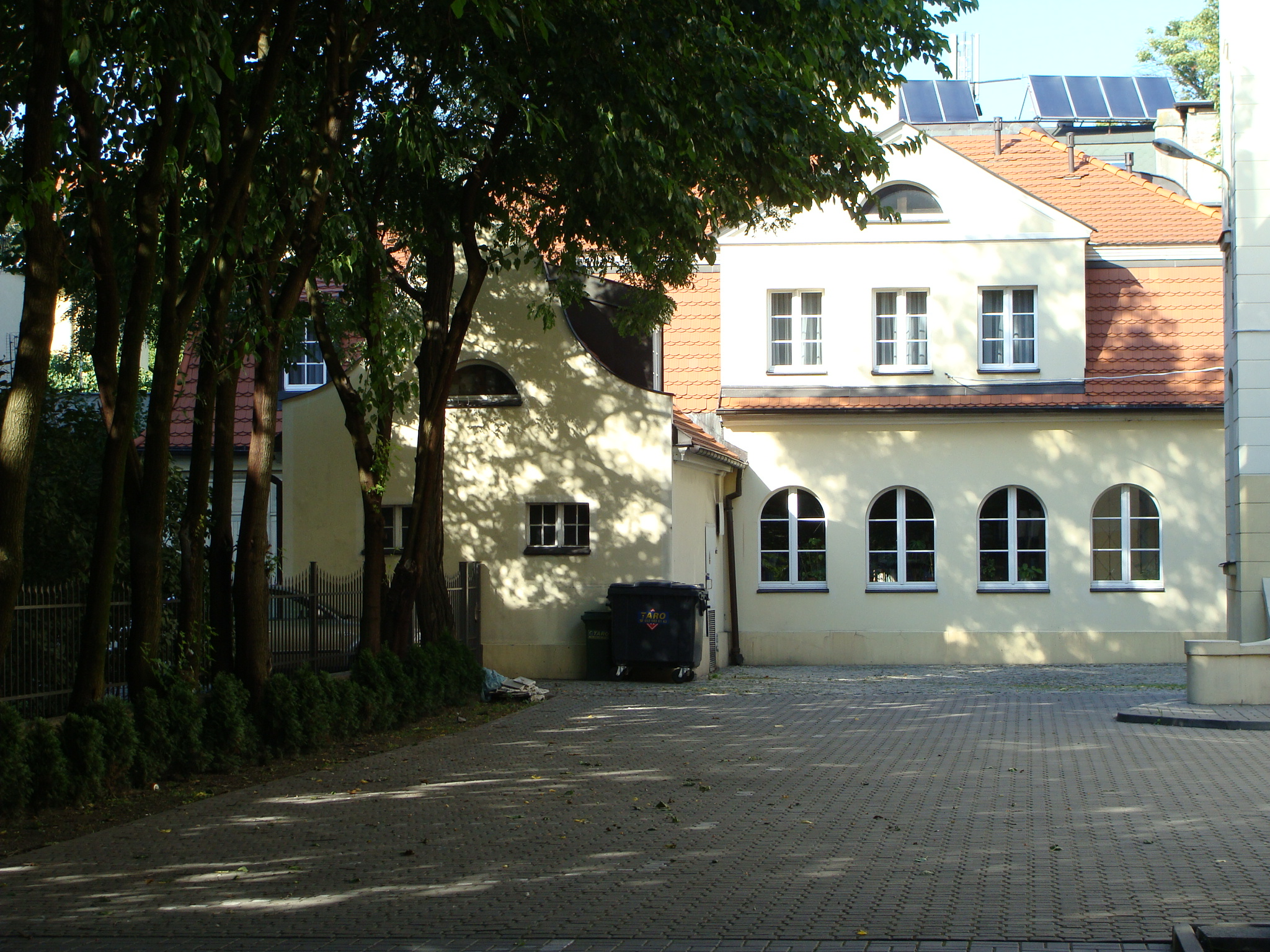
Tòa nhà phụ
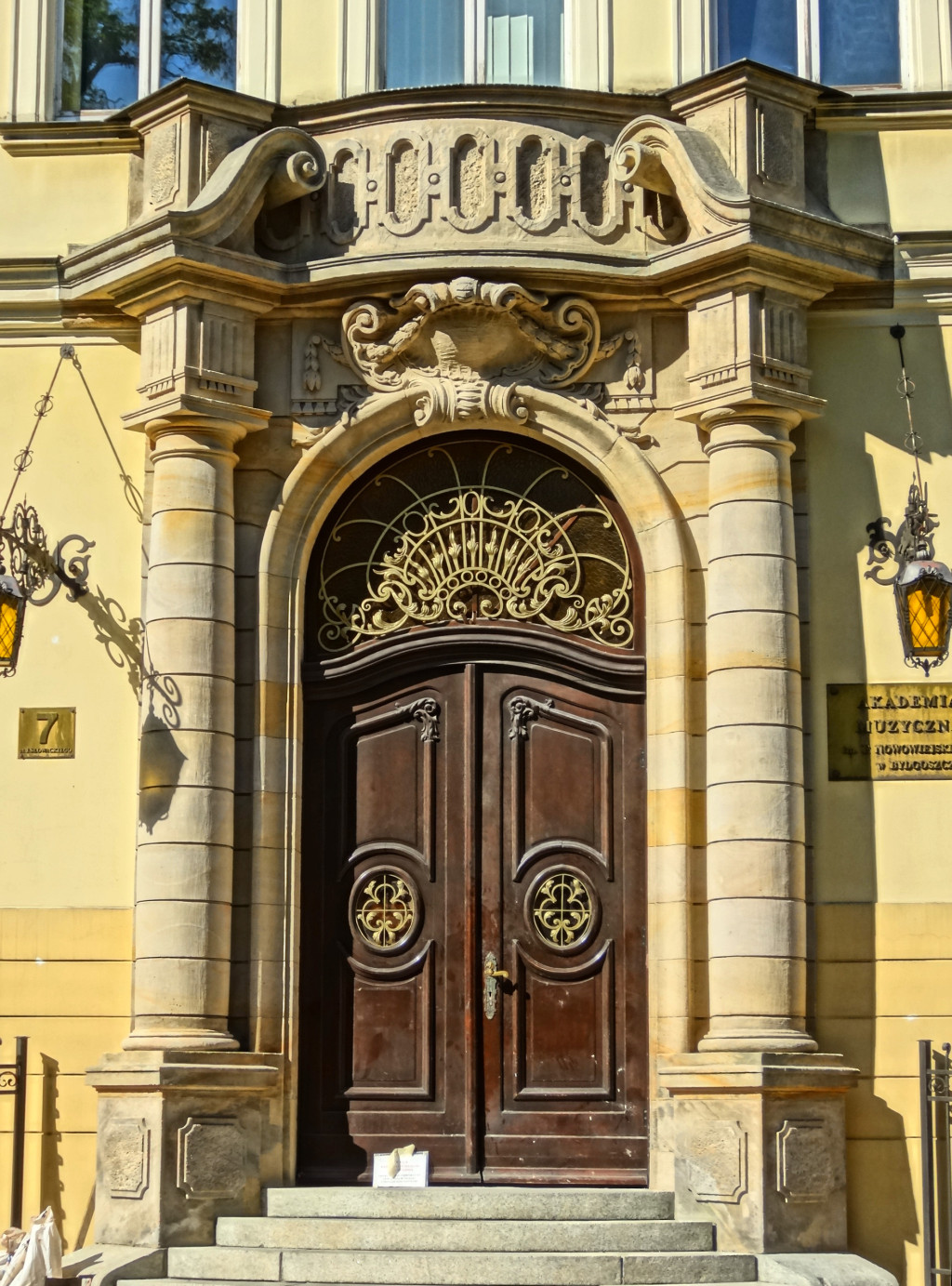
Chi tiết cổng vào
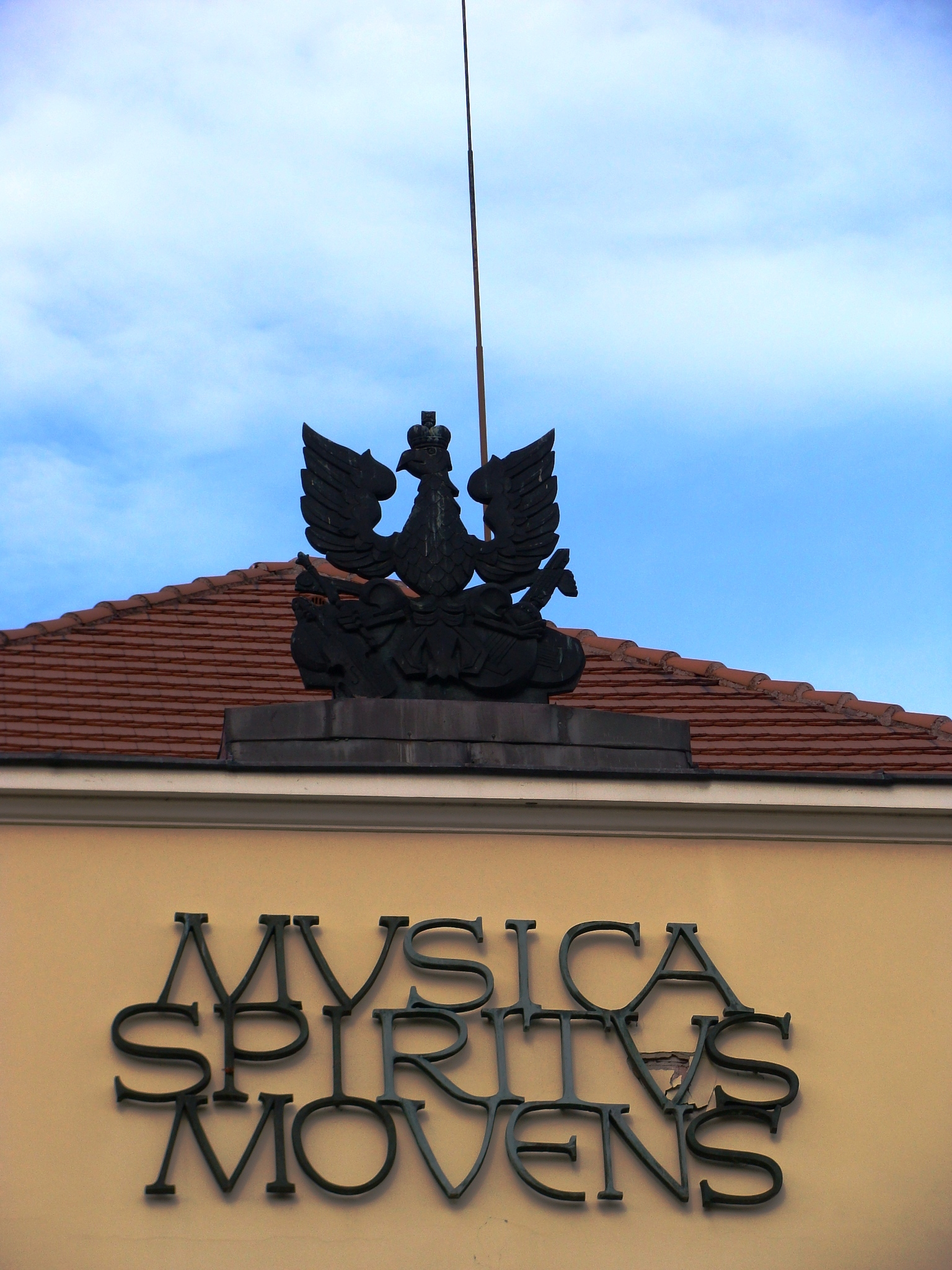
Tên và phù điêu Đại bàng Ba Lan
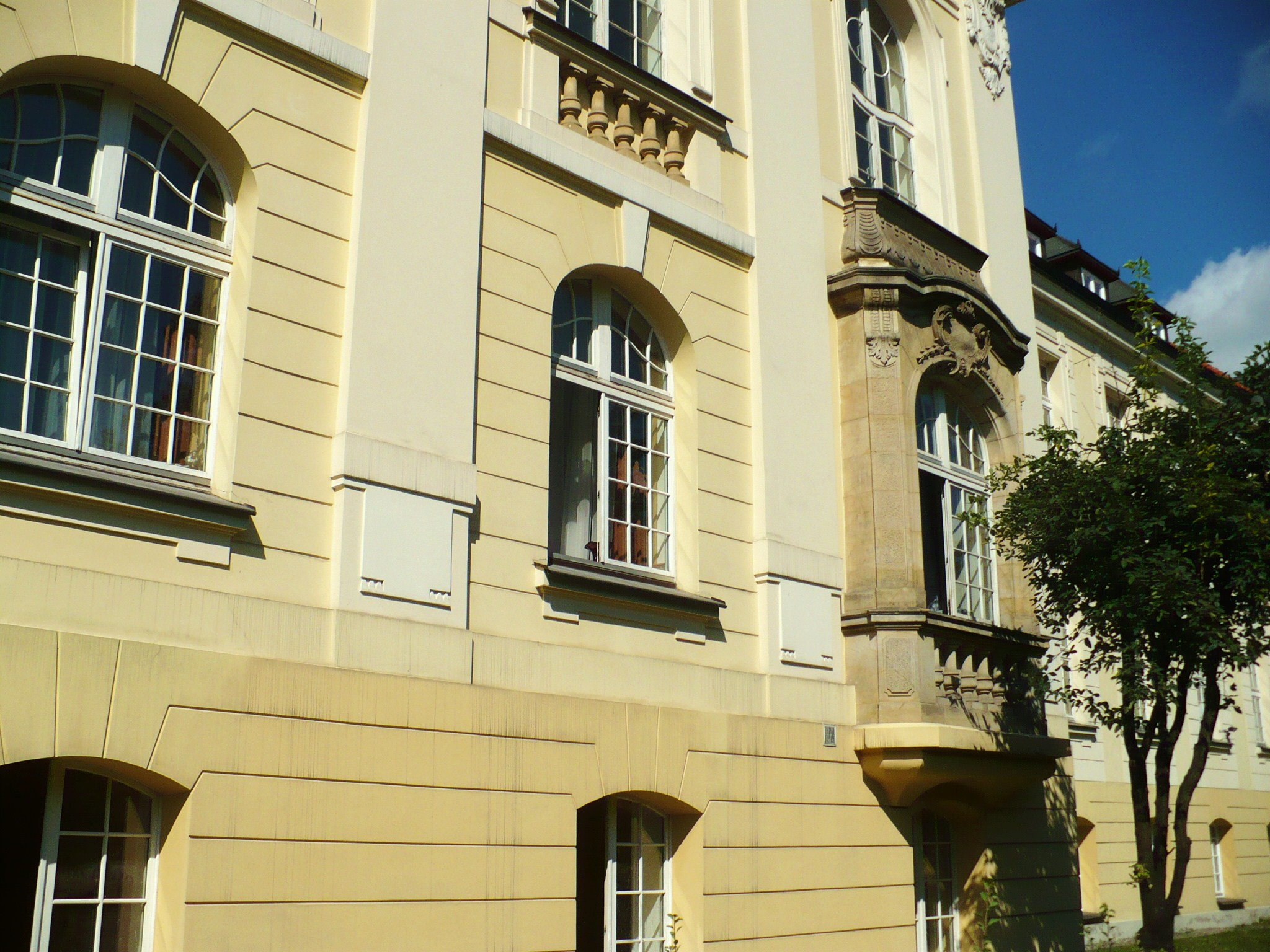
Cửa sổ phía đông
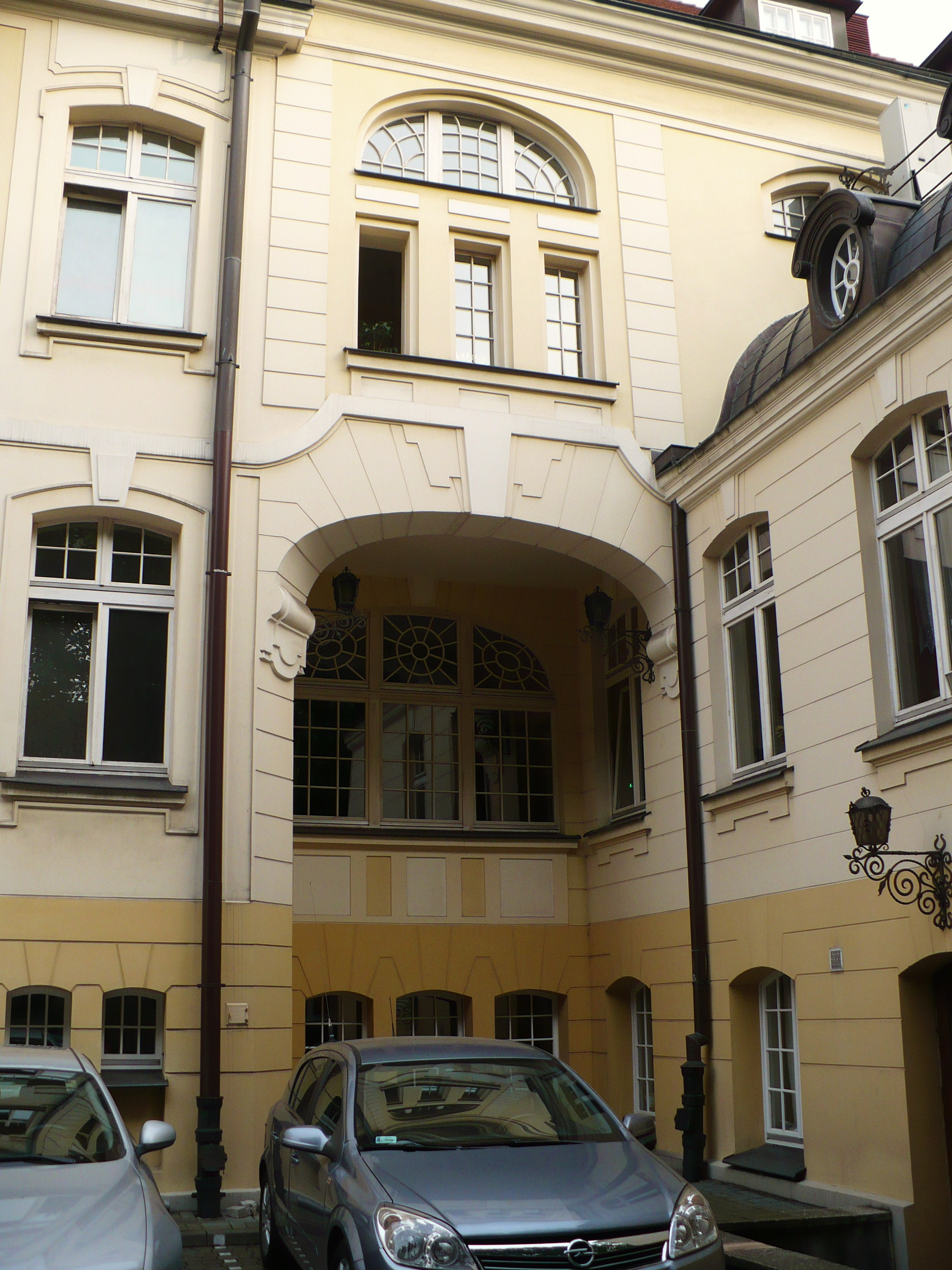
Sân, với một cửa sổ trên mái nhà bên phải
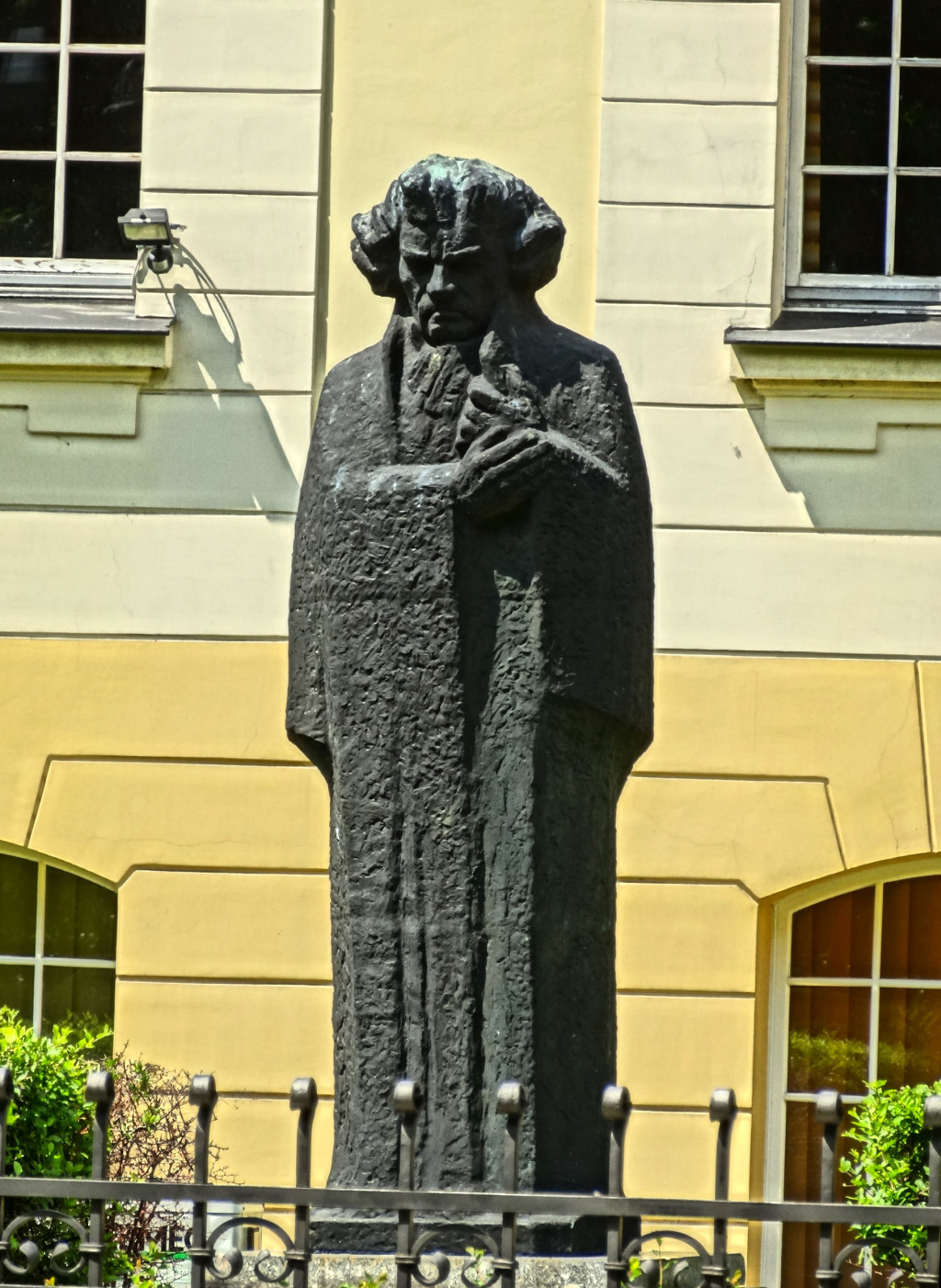
Tượng Ludwig van Beethoven ở phía đông
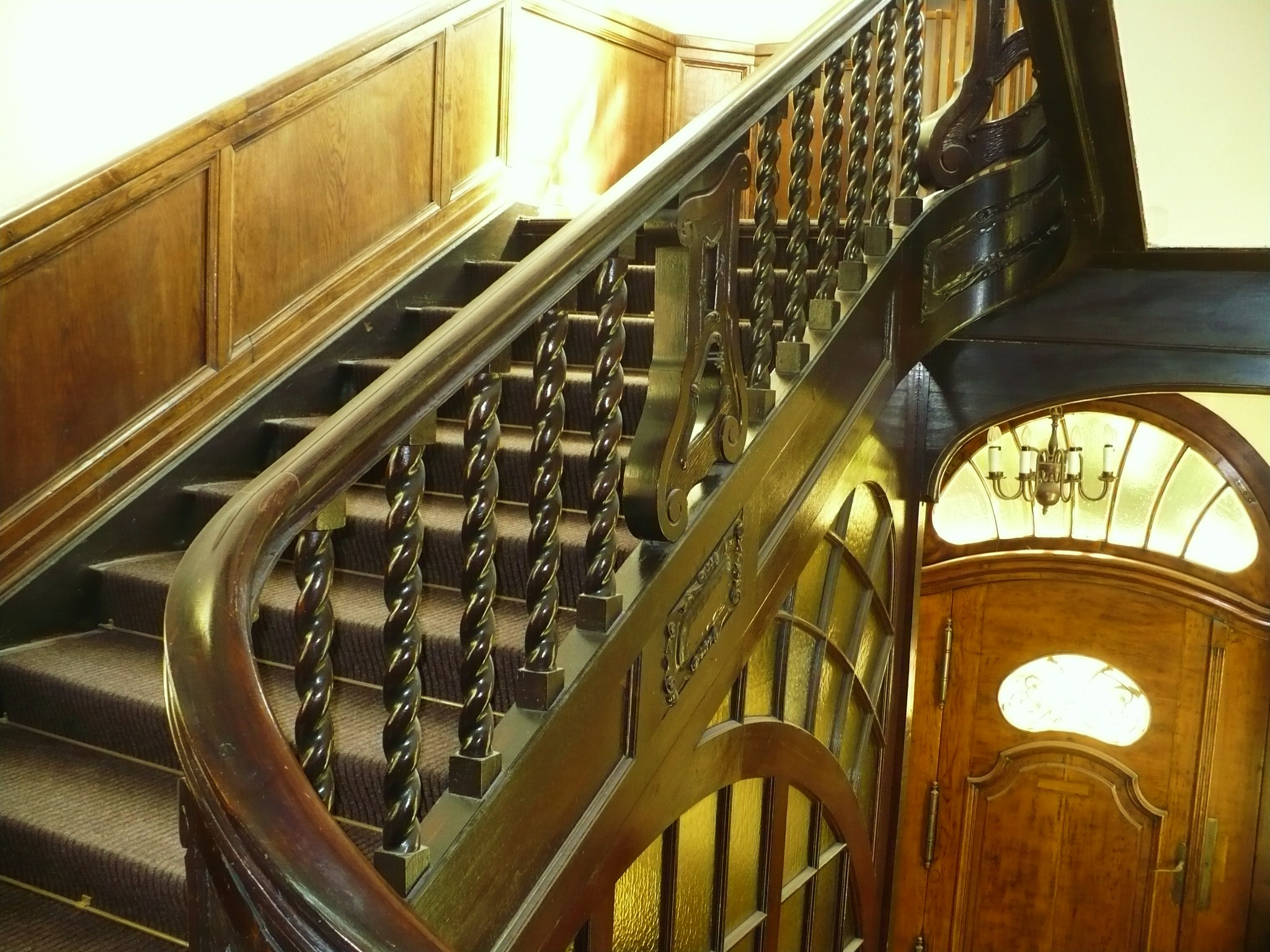
Cầu thang và lan can gỗ sồi
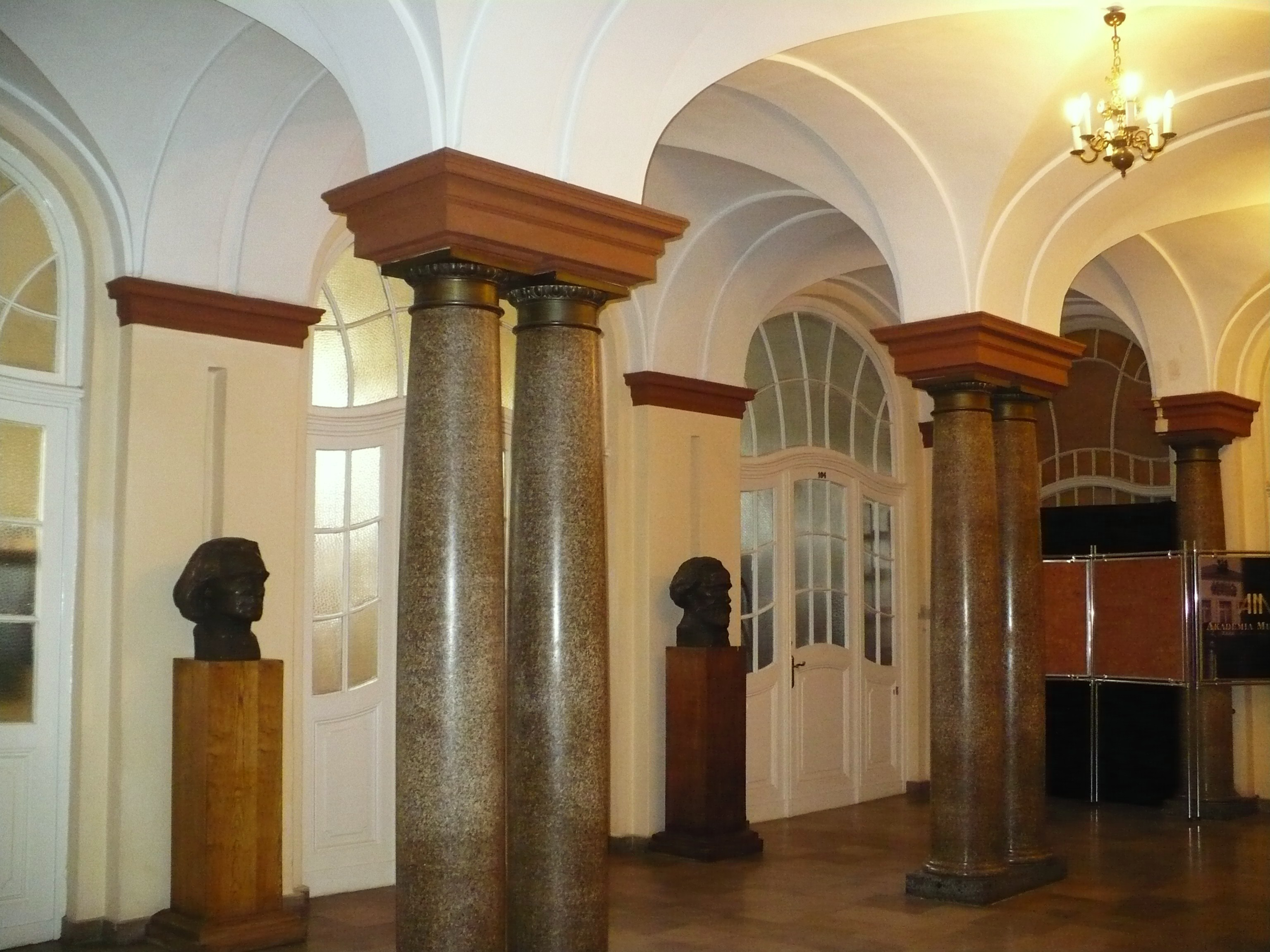
Hành lang trần vòm
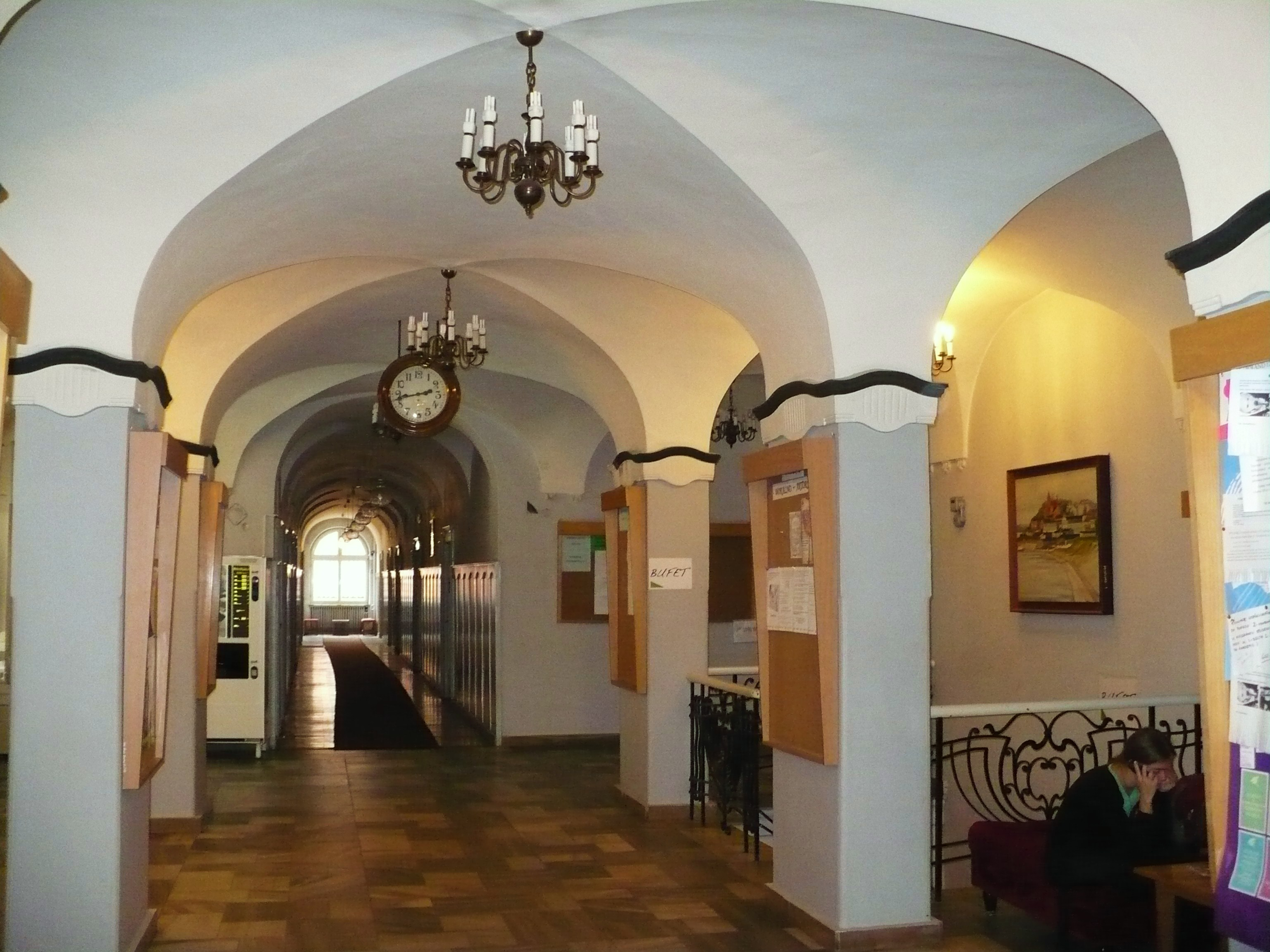
Nội thất